# Festival du film de Belfort - Entrevues
Entrevues - festival international du film de Belfort est un festival de cinéma international qui se déroule à Belfort en France. Il est consacré à la jeune création contemporaine, grâce à sa compétition internationale de premiers, deuxièmes et troisièmes films et aux rétrospectives d'auteurs (intégrales, hommages, thématiques). Il soutient également les jeunes réalisateurs grâce à son prix [Films en cours] qui offre une aide complète à la post-production à un lauréat (sélectionné parmi cinq longs métrages internationaux en fin de montage image).

## Historique et fonctionnement
Le premier Festival de Belfort, consacré aux films d'écoles et au cinéma français, a été créé en 1969 et s'intitulait  Festival des jeunes auteurs de Belfort,. Il a été re créé en 1986 par Janine Bazin.
Il a été dirigé successivement par Janine Bazin de 1986 à 2000, Bernard Benoliel de 2001 à 2004, Catherine Bizern de 2005 à 2012, Lili Hinstin de 2013 à 2018 et Elsa Charbit  de 2019 à 2021. Depuis 2022, le festival a adopté une direction artistique collégiale.
En 2015, le festival a fêté sa trentième édition.

## Découvertes et rétrospectives
Au fil des années, de nombreux jeunes cinéastes, français et étrangers, aujourd’hui reconnus, ont vu leurs premiers films sélectionnés. Entre autres : Darren Aronofsky, Alain Guiraudie, Chen Kaige, Abdellatif Kechiche, Wang Chao, Athina Rachel Tsangari, Rabah Ameur-Zaïmeche, Angela Schanelec, Patricia Mazuy, Yousry Nasrallah, Olivier Assayas, Jean-Claude Brisseau, João Botelho, Laurent Cantet, Leos Carax, Pedro Costa, Cyril Mennegun, Idrissa Ouedraogo, François Ozon, Nicolas Philibert, Paulo Rocha, Walter Salles, Claire Simon, Lars von Trier, ou encore, plus récemment, Laurent Achard, Brillante Mendoza, Albert Serra, Sophie Letourneur ou Tariq Teguia.
Depuis 1986, des rétrospectives ont été consacrées à Michelangelo Antonioni, David Cronenberg, Alain Resnais, Bulle Ogier, Jerzy Skolimowski, Michael Cimino, André S. Labarthe, Barbet Schroeder, Ornella Muti, Jean-Pierre Gorin, Paul Schrader, Bernadette Lafont, Miloš Forman, Marco Bellocchio, Gleb Panfilov, Inna Tchourikova, Pascal Thomas, Édith Scob, Michael Lonsdale, Jean-Claude Brisseau, Paul Verhoeven, Adolfo Arrieta, Abel Ferrara, Éric Rohmer, Jean-Pierre Mocky, Jacques Doillon, Tony Gatlif, Kiyoshi Kurosawa, Otar Iosseliani, Bong Joon-ho, Melvil Poupaud.

## Prix
- Le Grand Prix Janine Bazin : Prix de 8000 € décerné par le jury international à un long-métrage, doté par la Ville de Belfort et soutenu par le GNCR;
- Le Prix d'Aide à la distribution : Prix de 15000 € d'achat de droits pour une diffusion sur Ciné+ Club au distributeur français du film lauréat, décerné par le jury international.
- Le Grand Prix du court-métrage : Prix de 3500 € décerné par le jury international au court-métrage lauréat.
- Le Prix Eurocks One + One : Prix de 2500 €, doté par les Eurockéennes avec le soutien de la Sacem et décerné par le jury Eurocks. Celui-ci est composé de 5 jeunes de 18 à 25 ans du territoire de Belfort et d'un professionnel du monde de la musique et récompense un film de la compétition internationale dont l'esprit musical est "remarquable, libre et novateur".
- Le Prix du Public pour le long-métrage : Prix de 3000 € déterminé par le vote du public à l'issue des projections des films en compétition.
- Le Prix du Public pour le court-métrage : Prix de 1700 € déterminé par le vote du public à l'issue des projections des films en compétition.
- Le Prix Gérard Frot-Coutaz : Prix décerné par le jury Camira (Cinema And Moving Image Research Assembly) de 5000 €. Sous l'égide de la Fondation de France, le prix récompense un jeune réalisateur français pour son premier long métrage de fiction/cinéma (compétition "premières fictions françaises");
- Le prix Camira : Publication d'une interview et d'un article sur General Intellect, la revue officielle de l'association.

## Programmation
La programmation du festival se décline chaque année autour de huit sections que sont :
- La compétition : révélatrice et tête chercheuse des talents depuis plus de trente ans, la compétition internationale d'Entrevues est consacrée aux 1er; 2e ou 3e films, fiction ou documentaire. Chaque année, 12 longs-métrages et 12 courts et moyens métrages originaires du monde entier sont présentés.
- Avant-premières et séances spéciales : Une sélection de films présentée au public 1 à 3 mois avant leurs sorties en salle et en présence des équipes, mais aussi des ciné-conférences, une sélection de courts-métrages proposés par la Cinémathèque française, un ciné-concert, une carte blanche à l'espace multimédia Gantner, ainsi que des master-class à thème.
- La Fabbrica : Cette section consacre chaque année une rétrospective à un cinéaste. Les spectateurs traversent avec celui-ci en films, rencontres et "carte blanche d'acteurs "toutes les étapes de sa carrières. Après Jacques Doillon (2013), Tony Gatlif (2014), Otar Iosseliani (2015), c'est l'invité d'honneur Melvil Poupaud qui a ouvert son laboratoire créatif au public en 2016. En 2017, Saïd Ben Saïd, producteur des derniers films de Brian De Palma, David Cronenberg, Paul Verhoeven et Philippe Garrel propose son festival rêvé[8],[9].
- La Transversale : C'est une traditionnelle rétrospective thématique, qui propose des films de tous les temps, de tous les âges, et de tous les genres. La thématique est différente chaque année : "L'argent domine le monde" (2012), "La Commedia des ratés" (2013), "Voyage dans le temps" (2014), "Cadavre exquis" (2015), "Remakes" (2016), "Histoire secrète du cinéma à la télévision française"(2017)[10]
- Un certain genre : Cinéma de genre, cinéma expérimental ou cinéma bis, la marge du cinéma a toujours fortement influencé son centre. Exploration par le menu de grands cinéastes ou des grands genres qui ont bouleversé l’histoire. Le(s) cinéaste(s) mis à l'honneur associent à un de leurs films un autre film selon le principe du Double feature : "nouveau cinéma suisse" ; cinéma classique et cinéma de genre avec Kira Mouratova (2010), Eric Rohmer (2011), Jean-Pierre Mocky (2012), John Carpenter (2013), Kiyoshi Kurosawa (2014) ; cinéma sud-coréen avec Bong Joon-Ho (2015) ; "nouveau burlesque français" (2016) avec Antonin Peretjatko, Serge Bozon, Emmanuel Mouret, Jean-Christophe Meurisse, Quentin Dupieux. et les "Réalités virtuelles" (2017) avec des films en réalité virtuelle et une sélection de films explorant le sujet.
- Premières épreuves : Entrevues propose une programmation pour accompagner le film au programme du Baccalauréat des lycées en option cinéma-audiovisuel. Des lycéens de la France entière viennent à Belfort suivre cette proposition pédagogique ouverte à tous. La section propose de revenir sur le parcours du cinéaste en question. En 2016, une rétrospective autour de Satyajit Ray avec son film Charulata était à l'honneur. Le plus grand comique de tous les temps au programme de 2017 : une rétrospective des longs métrages de Charlie Chaplin, de nombreux programmes de courts métrages et un ciné-concert sur Le Kid avec l'Orchestre Victor-Hugo Franche Comté.
- Cinéma & Histoire : Chaque année, les rencontres Cinéma & Histoire proposent un regard croisé, artistique et scientifique sur le septième art. Une temporalité originale dans le festival, afin de prendre le temps de réfléchir sur le cinéma comme objet d'histoire et miroir social. Des films choisis à la fois pour leur valeur esthétique et l'importance des enjeux historiques qu'ils évoquent sont présentés par des spécialistes de la question, historiens ou critiques. Les thèmes sont variés : "La ville, triomphe de la liberté ?" (2006) ; "Du terrorisme à la résistance" (2007) ; "Profession espion" (2008) ; "La figure de l'ouvrier comme égérie du cinéma" (2009) ; "Colonialisme, post-colonialisme, néo-colonialisme en Afrique noire" (2010) ; "Maghreb, en finir avec le colonialisme" (2011) ; "Capitalisme, temps de crises" (2012) ; "14-18 Kaléidoscope" (2014) ; "1986" (à l'occasion des 30 ans du festival en 2015) ; "Ceci est mon corps" (2016). "Hollywood avant la censure" explorant les films Hollywoodiens réalisés avant le code Hays aux USA (2017)[11].
- Entrevues Junior : Depuis 2013, le festival pour les enfants propose des films, dessin animés et animations à partir de 3 ans. Ces séances ont lieu les mercredi et les week-end.

## Palmarès

### Grand Prix
- 1996 - Film français : Y aura-t-il de la neige à Noël ?, de Sandrine Veysset
- 1996 - Film étranger : Terre lointaine (Terra Estrangeira), de Walter Salles et Daniela Thomas
- 1998 - Film français : Plus qu'hier moins que demain de Laurent Achard
- 1998 - Film étranger : Ce printemps dans mon pays natal (Areumdawoon sheejul), de Kwangmo Lee
- 1999 - Film français : Ressources humaines, de Laurent Cantet
- 1999 - Film étranger : 7/25 Nana-Ni-Go, de Wataru Hayakawa
- 2000 - Film français : Ça, c'est vraiment toi, de Claire Simon
- 2000 - Film étranger (ex æquo) : Our Song, de Jim McKay
- 2000 - Film étranger (ex æquo) : O Fantasma, de João Pedro Rodrigues
- 2001 - Documentaire : Astae, de Thomas Ciulei
- 2001 - Film français : Fantômes, de Jean-Paul Civeyrac
- 2001 - Film étranger : L'Orphelin d'Anyang, de Wang Chao
- 2002 - Film français : Les jours où je n'existe pas, de Jean-Charles Fitoussi
- 2002 - Film étranger (ex æquo) : Mirror, de Hakan Sahin
- 2002 - Film étranger (ex æquo) : Klassenfahrt, de Henner Winckler
- 2003 - Film français : L'Esquive, d'Abdel Kechiche
- 2003 - Film étranger : Il dono, de Michelangelo Frammartino
- 2003 : Abel Ferrara: Not Guilty (Cinéastes de notre temps), de Rafi Pitts (documentaire)
- 2004 - Film français : Violent Days - Dry, de Lucile Chaufour
- 2004 - Film étranger (ex æquo) : Parapalos, de Ana Poliak
- 2004 - Film étranger (ex æquo) : Cha no aji, de Katsuhito Ishii
- 2004 : La Peau trouée, de Julien Samani (documentaire)
- 2006 : Le Temps des adieux (Zeit des Abschieds / Time Of Closure), de Mehdi Sahebi (Suisse, documentaire, 63 min)
- 2006 : Honor de cavallería, d'Albert Serra (Espagne, 1h50)
- 2007 - Mention spéciale : L'An prochain à Jérusalem, de Myriam Aziza (France, 1h28)
- 2007 : Profit Motive and the Whispering Wind, de John Gianvito (États-Unis, documentaire, 58 min)
- 2007 : Rome plutôt que vous, de Tariq Teguia (Algérie - France - Allemagne, 1h51)
- 2008 : Aka Ana, d'Antoine d’Agata (France, documentaire, 60 min)
- 2008 : Le Chant des oiseaux, d'Albert Serra (Espagne, 1h39)
- 2009 : October Country, de Michael Palmieri & Donal Mosher (États-Unis, documentaire, 1h19)
- 2009 : Policier, adjectif (Politist, adjectiv), de Corneliu Porumboiu (Roumanie, 1h53)
- 2010 : Let Each One Go Where He May, de Ben Russell (États-Unis, documentaire, 2h15)
- 2010 : Tilva Rosh, de Nikola Lezaic (Serbie, fiction, 102 min)
- 2011 : L’Été de Giacomo, Alessandro Comodin (France – Italie – Belgique, 78 min)
- 2012 : Leviathan, de Véréna Paravel et Lucien Castaing-Taylor (Royaume-Uni - France - États-Unis, 1h27)
- 2013 - Mention spéciale du jury pour le long métrage : TIR, d'Alberto Fasulo (Italie - Croatie, 1h25)
- 2013 : Révolution Zendj, de Tariq Teguia (Algérie - France - Liban - Qatar, 2h17)
- 2014 - Mention spéciale du jury pour le long métrage : Bla Cinima, de Lamine Ammar-Khodja (Algérie - France, 82 min)
- 2014 : Je suis le peuple, d'Anna Roussillon (France, 1h51)
- 2015 : Ben Zaken, d'Efrat Corem (Israël, 90 min)
- 2016 : Le Parc de Damien Manivel (France, 1h11)
- 2017 : Nul homme n'est une île de Dominique Marchais (France, 1h36)
- 2018 : Classical Period de Ted Fendt (États-Unis, 1h02)
- 2019 : Los Miembros de la familia de Mateo Bendesky (Argentine, 1h25)
- 2020 : Traverser de Joël Akafou (France - Burkina Faso - Belgique; 1h17)
- 2021 : FATHER de Deng Wei (Chine, 1h36)
- 2022 : É Noite Na América de Ana Vaz (Brésil, 1h6)
- 2023 : O Dia que te Conheci de André Novais Oliveira (Brésil, 1h11)
- 2024 : Softshell de Jinho Myung (États-Unis, 1h26)

### Prix d'aide à la distribution
- 2013 : See You Next Tuesday, de Drew Tobia (États-Unis, 1h22)
- 2014 : The Mend, de John Magary (États-Unis, 1h51)
- 2015 : Bienvenue à Madagascar, de Franssou Prenant (France, 1h42)
- 2016 : The Illinois Parables, de Deborah Stratman (Etats-Unis, 60 min)
- 2017 : Playing men de Matjaz Ivanisin (Slovénie-Croatie, 60 min)
- 2018 : Reza d' Alireza Motamedi (Iran, 1h34)
- 2019 : Wet Season d'Anthony Chen (Singapour - Taiwan, 1h43)
- 2020 : Eyimofe d'Arie et Chuko Esiri  (Nigeria, 1h54)

### Grand Prix du court métrage
- 1998 : Le Jour de Noël de Thierry Jousse
- 2001 - Mention spéciale du court-métrage étranger: Inventário de Natal, de Miguel Gomes
- 2001 - court métrage étranger: Deadly Boring, de Henry Moore Selder
- 2001 - court métrage français: Keep in Touch, de Jean-Claude Rousseau
- 2004 : Un camion en réparation d'Arnaud Simon
- 2006 - Ex æquo pour le court métrage documentaire : N12°13.062'/ W001°32.619' Extended, de Vincent Meessen (Belgique, 8 min)
- 2006 - Ex æquo pour le court métrage documentaire : Sur la piste, de Julien Samani (France, 32 min)
- 2006 - Ex æquo pour le court métrage étranger : Rapace, de João Nicolau (Portugal, 23 min)
- 2006 - Ex æquo pour le court métrage étranger : Company of Mushrooms (Mo Gu Xiong Di Men), de Tan Chui Mui (Malaisie, 30 min)
- 2006 - Mention Spéciale pour le court métrage français : Chroniques, de Clément Cogitore (France, 30 min)
- 2006 - Court métrage français : Twist, d'Alexia Walther (France, Suisse, 11 min)
- 2007 - Documentaire : Black and White Trypps Number Three, de Ben Russell (États-Unis, 12 min)
- 2007 - Court métrage étranger : China, China, de João Pedro Rodrigues et João Rui Guerra da Mata (Portugal, 19 min)
- 2007 - Court métrage français : Entracte, de Yann Gonzalez (France, 15 min)
- 2008 - Documentaire : Je flotterai sans envie, de Frank Beauvais (France, 46 min)
- 2008 - Court métrage étranger : Love You More, de Sam Taylor-Wood (Royaume-Uni, 15 min)
- 2008 - Court métrage français : HOM (Heart of Mine), de Franck Vialle (France, 19 min)
- 2009 - Documentaire : Destination Finale (Final Destination), de Philip Widmann (Allemagne, 9 min)
- 2009 - Fiction : Chanson d'amour et de bonne santé, de João Nicolau (Portugal, 34 min)
- 2010 - Documentaire : Snack-bar Aquário, de Sergio Da Costa (Suisse, 37 min)
- 2010 - Fiction : Des rêves pour l'hiver, d'Antoine Parouty (France, 59 min)
- 2011 : Drari, de Kamal Lazraq (France, 41 min)
- 2012 - Mention pour le court métrage : Ovos de dinossauro na sala de estar, de Rafael Urban (Brésil, 12 min)
- 2012 : Vilaine Fille, mauvais garçon, de Justine Triet (France, 30 min)
- 2013 : Peine perdue, d'Arthur Harari (France, 38 min)
- 2014 : A Tale, de Katrin Thomas (Allemagne, 14 min)
- 2015 : Antonio, lindo Antonio, d'Ana Maria Gomes (France, 42 min)
- 2016 : Mention spéciale à Le Réel parle pour nous, d'Antonin Ivanidzé (Suisse, 29 min)
- 2016 : Koropa, de Laura Henno (France, 20 min)
- 2017 : She's beyond me de Toru Takano (Japon, 42 min)
- 2018 : Le Bœuf volé de Papa Lantsky d'Elene Naveriani et Thomas Reichlin (Suisse-Gérorgie, 30 min)
- 2019 : Histoire de la Révolution de Maxime Martinot (France, 30 min)
- 2020 : Playback, ensayo de una despedida d'Agustina Comedi (Argentine, 14 min)

### Prix Eurocks One + One
- 2007 :
  - Loren Cass, de Chris Fuller (États-Unis, 1h23)
  - Mention spéciale : Cap Nord, de Sandrine Rinaldi (France, 59 min)
- 2008 :
  - Pink (Roz), d'Alexander Voulgaris (Grèce, 1h30)
  - Mention spéciale : Je flotterai sans envie, de Frank Beauvais (France, 46 min)
- 2009 : We Don’t Care About Music Anyway, de Cédric Dupire et Gaspard Kuentz (France, 1h20)
- 2010 : Too Much Pussy ! Feminists Sluts In The Queer X Show, d'Emilie Jouvet (France - Allemagne, 1h38)
- 2011 :
  - Le Sommeil d’or, de Davy Chou (France – Cambodge, 1h36)
  - Mention spéciale : Le Marin masqué, de Sophie Letourneur (France, 36 min)
- 2012 : Leviathan, de Véréna Paravel et Lucien Castaing-Taylor (Royaume-Uni - France - États-Unis, 1h27)
- 2013 : Juke Box, d'Ilan Klipper (France, 23 min)
- 2014 : Hillbrow, de Nicolas Boone (France, 32 min)
- 2015 :
  - Bienvenue à Madagascar, de Franssou Prenant (France, 1h42)
  - Mention pour Western de Bill et Turner Ross (États-Unis, 1h33)
- 2016 : Viejo Calavera de Kiro Russo (Bolivie-Qatar, 20 min)
- 2017 : Water Folds de Jung Hee Biann Seo (Corée du Sud, 17 min)
- 2018 : Le Sang noir de Safia Benhaim (France, 41 min)
- 2019 : The Hunt de Mateusz Jarmulski (Pologne, 8 min)
- 2020 : Les Travaux et les jours (de Tayoko Shiojiri dans le bassin de Shiotani) de C.W. Winter et Anders Edström (États-Unis - Suède - Japon - Royaume-Uni, 8h38)

### Prix CAMIRA - long et court métrage
(Cinema And Moving Images Research Assembly)
- 2014 : Hillbrow de Nicolas Boone (France, 32 min)
- 2015 : Dans ma tête un rond-point de Hassen Ferhani (Algérie - France - Qatar - Liban - Pays-Bas, 1h40)
- 2016 : Court-métrage : Koropa de Laura Henno (France, 20 min)
- 2016 : Long-métrage : Brüder der nacht de Patric Chiha (Autriche, 1h28)
- 2017 : Milla de Valérie Massadian (France-Portugal, 2h06) et Rouge amoureuse de L. Garcia (France, 23 min)
- 2018 : A Lua platz de Jérémy Gravayat (France, 1h37) et Djo de Laura Henno (France, 13 min)

### Prix du Public - Long métrage
- 2001 : Seitsemän laulua tundralta, de Markku Lehmuskallio et Anastasia Lapsui
- 2001 : Paroles de Bibs, de Jocelyne Lemaire-Darnaud (documentaire)
- 2002 : Lavoura Arcaica, de Luiz Fernando Carvalho
- 2004 : Cha no aji, de Katsuhito Ishii
- 2004 : Le Cauchemar de Darwin (Darwin's Nightmare), de Hubert Sauper (documentaire)
- 2006 : Le Temps des adieux (Zeit des Abschieds / Time Of Closure), de Mehdi Sahebi (Suisse, 1h03)
- 2006 : Le Dernier des fous, de Laurent Achard (France, 1h36)
- 2007 : À côté, de Stéphane Mercurio (France, documentaire, 1h32)
- 2007 : Andalucia, d'Alain Gomis (France, documentaire, 1h30)
- 2008 : Prince of Broadway, de Sean S. Baker (États-Unis, 1h40)
- 2009 : Le Plein Pays, d'Antoine Boutet (France, documentaire, 58 min)
- 2009 : La Vie au ranch, de Sophie Letourneur (France, fiction, 1h30)
- 2010 : Kurdish Lover, de Clarisse Hahn (France, documentaire, 1h38)
- 2010 : Tilva Rosh, de Nikola Lezaic (Serbie, fiction, 1h42)
- 2011 : Louise Wimmer, de Cyril Mennegun (France, 1h20)
- 2012 : Everybody In Our Family (Papa vient dimanche), de Radu Jude (Roumanie, 1h48)
- 2013 : Round Trip, de Meyar Al-Roumi (France - Syrie, 1h14)
- 2014 : Je suis le peuple, d'Anna Roussillon (France, 1h51)
- 2015 : Dans ma tête un rond-point, de Hassen Ferhani (Algérie - France - Qatar - Liban - Pays-Bas, 1h40)
- 2016 : De sas en sas, de Rachida Brakni (France, 1h22)
- 2017 : Cornélius, le meunier hurlant de Yann Le Quellec (France, 1h42)
- 2018 : Temporada d'André Novais Oliveira (Brésil, 1h53)
- 2019 : Jiyan de Süheyla Schwenk (Allemagne, 1h11)

### Prix du Public - Court métrage
- 2001 : Le Secret de Lucie, de Louise Thermes
- 2002 : La Chatte andalouse, de Gérald Hustache-Mathieu
- 2006 : Rapace, de João Nicolau (Portugal, 23 min)
- 2007 : China, China, de João Pedro Rodrigues et João Rui Guerra da Mata (Portugal, 19 min)
- 2008 - Documentaire : Gaza, souvenirs, de Samuel Albaric (France, 45 min)
- 2008 - Fiction : Love You More, de Sam Taylor-Wood (Royaume-Uni, 15 min)
- 2009 : Un transport en commun, de Dyana Gaye (France – Sénégal, 48 min)
- 2010 : Diane Wellington, d'Arnaud des Pallières (France, 16 min)
- 2011 : Un monde sans femmes, de Guillaume Brac (France, 58 min)
- 2012 : Vilaine Fille, mauvais garçon, de Justine Triet (France, 30 min)
- 2013 : Être vivant, d'Emmanuel Gras (France, 16 min)
- 2014 : Hillbrow, de Nicolas Boone (France, 32 min)
- 2015 : Antonio, lindo Antonio, d'Ana Maria Gomes (France, 42 min)
- 2016 : La Maison, de Aliona Zagurovska (France, 21 min)
- 2017 : She's beyond me de Toru Takano (Japon, 42 min)
- 2018 : L'Île des morts de Benjamin Nuel (France, 8 min, VR)
- 2019 : Then comes the evening de Maja Novaković (Serbie - Bosnie-Herzégovine, 28 min)

### Prix Documentaire sur grand écran (jusqu'en 2012)
- 2011 : L’Été de Giacomo, d'Alessandro Comodin (France-Italie-Belgique, 1h18)
- 2012 : Leviathan, de Véréna Paravel et Lucien Castaing-Taylor (Royaume-Uni - France - États-Unis, 1h27)

### Prix Gérard Frot-Coutaz
repris en 2016 - anciennement Prix du Film Français (jusqu'en 2012)
- 2006 : Substitute, de Fred Poulet et de Vikash Dhorasoo (France, 1h10)
- 2007 : À côté, de Stéphane Mercurio (France, 1h32)
- 2008 : Je ne suis pas morte, de Jean-Charles Fitoussi (France, 3h10)
- 2009 : La Vie au ranch, de Sophie Letourneur (France, 1h30)
- 2010 : Kurdish Lover, de Clarisse Hahn (France, 1h38)
- 2011 : Dernière Séance, de Laurent Achard (France, 1h18)
- 2012 : Ma Belle gosse, de Shalimar Preuss (France, 1h20)
- 2016 : La Papesse Jeanne, de Jean Breschand ( France, 1h29)
- 2017 : Les Garçons sauvages de Bertrand Mandico (France, 1h50)
- 2018 : Bêtes blondes d'Alexia Walther et Maxime Matray (France, 1h41)
- 2020 : Abou Leila d'Amin Sidi-Boumédiène (France, 2h15)

### Prix d'interprétation Janine Bazin (jusqu’en 2012)
- 2006 : Honor de cavallería, d'Albert Serra (Espagne, 1h50)
- 2007 (ex-aequo) : 
  - Raphaël Bouvet dans Où se trouve le chef de la prison ?, de Patric Chiha
  - Samira Kaddour et Rachid Amrani dans Rome plutôt que vous, de Tariq Teguia (Algérie, 1h51)
- 2008 : Eleonore Hendricks dans The Pleasure of Being Robbed, de Joshua Safdie (États-Unis, 1h11)
- 2010 : Claire Sloma dans The Myth of the American Sleepover, de David Robert Mitchell (États-Unis, 1h37)
- 2011 (ex-aequo) : Daniel Arzrouni dans Ok, Enough, Goodbye, de Rania Attieh et Daniel Garcia (Liban, 1h33)
- 2011 (ex-aequo) : Laure Calamy dans Un monde sans femmes, Guillaume Brac (France, 58 min)
- 2012 : Mihaela Sirbu dans Everybody In Our Family (Papa vient dimanche), de Radu Jude (Roumanie, 1h48)

### Prix d'aide à la post-production [Films en cours]
- 2016 : Avant la fin de l'été de Maryam Goormaghtigh (France, 1h20)[12]
- 2017 : L'Amour debout de Michaël Dacheux (France, 1h23)
- 2018 : Sankara n'est pas mort de Lucie Vivier (France, 1h50)
- 2019 : The Plains de David Easteal (Australie, 2h58)
- 2020 : I Comete de Pascal Tagnati (France, 2h02)

### Séances scolaires
- 2011 : Fanfan la Tulipe de Christian-Jaque[13]

## Nouveautés
En matinée, les publics scolaires sont à l'honneur. Des séances spéciales "à la carte" sont proposées aux élèves des écoles maternelles, élémentaires, des collèges et des lycées. Pour les écoles élémentaires à partir du CE2, un atelier est proposé et encadré par des intervenants du service pédagogique de La Cinémathèque française.
En 2013, le festival Entrevues Belfort prend le pari de créer un mini-festival destiné aux enfants à l'intérieur du festival destiné aux plus grands : Entrevues Junior. Chaque année depuis, particuliers et groupes d'enfants (périscolaires, associations, centres de loisirs,...) viennent vivre parfois leurs premières expériences ciné sur grand-écran. Autour de la programmation junior viennent se greffer différentes activités et animations : une "méga-boom", un concours de dessin, de déguisement, des "cinés-goûter", un "ciné-concert"...
En 2016, le festival Entrevues Belfort, en partenariat avec l’APARR, Talents en court du CNC et le Gray Art Motel prend l'initiative de créer un nouveau projet, le Parcours Jeunes Talents. Il est destiné aux futurs cinéastes originaires de Bourgogne-Franche-Comté, âgés de moins de 30 ans. 5 cinéastes lauréats montrent leur court-métrage lors d'une séance publique d'Entrevues. Ils bénéficient d'un parcours de formation et de rencontres de 3 jours pendant le festival. Un jury offrira à l'un d'entre eux une résidence d'écriture accompagnée d'un scénariste professionnel pour développer son prochain projet.